# Jahn Herrmann
Jahn Herrmann (* 7. Januar 2001 in Memmingen) ist ein deutscher Fußballspieler.

## Karriere
Herrmann begann seine Karriere beim TV Woringen, ehe er 2010 im Alter von neun Jahren in die Jugend des FC Bayern München aufgenommen wurde, bei dem er bis 2020 sämtliche Jugendabteilungen bis zur U19 durchlief. Zur Saison 2020/21 rückte er zunächst in den Kader der Reserve der Münchner, ehe er im Juli 2020 an die Reserve von Hannover 96 verliehen wurde. Für Hannover spielte er bis zum vorzeitigen Abbruch der Saison aufgrund der COVID-19-Pandemie insgesamt neunmal in der Regionalliga Nord. Zur Saison 2021/22 kehrte er zu Bayern II zurück, fiel dort aber verletzungsbedingt den Großteil jener Saison aus und kam nur viermal zum Einsatz in der Regionalliga Bayern. In der folgenden Saison 2022/23 absolvierte er bis zur Winterpause zwölf Partien in der vierthöchsten Spielklasse.
Im Februar 2023 verließ Herrmann die Münchner und wechselte zum österreichischen Zweitligisten FC Blau-Weiß Linz, bei dem er einen bis Juni 2023 laufenden Vertrag erhielt. Sein Debüt in der 2. Liga gab er im März 2023, als er am 20. Spieltag der Saison 2022/23 gegen den SKU Amstetten in der Startelf stand. Insgesamt kam er zu fünf Zweitligaeinsätzen, mit Blau-Weiß stieg er zu Saisonende in die Bundesliga auf.
Nach dem Aufstieg kehrte er zur Saison 2023/24 nach Deutschland zurück und schloss sich dem Regionalligisten FSV Zwickau an. Dort wurde er Stammspieler und bis zum Ende seiner ersten Saison mit zehn Toren in 34 Ligaspielen der zweitbeste Torschütze seiner Mannschaft.
Im Sommer 2025 wechselte er zu Drittliga-Absteiger SV Sandhausen.